# Gołymin-Ośrodek
Gołymin-Ośrodek es un pueblo de Polonia, en Mazovia.  Es la cabecera del distrito (Gmina) de Gołymin-Ośrodek, perteneciente al condado (Powiat) de Ciechanów. Se encuentra aproximadamente a 18 km al este de Ciechanów y a 67 km  al norte de Varsovia. Su población es de 700 habitantes.
Entre 1975 y 1998 perteneció al voivodato de Ciechanów.